# Bruja

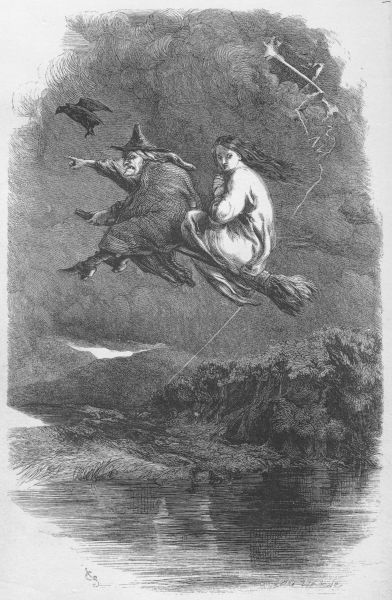
Ilustración de Las brujas de Lancashire, del inglés William Harrison Ainsworth, por John Gilbert (1854).

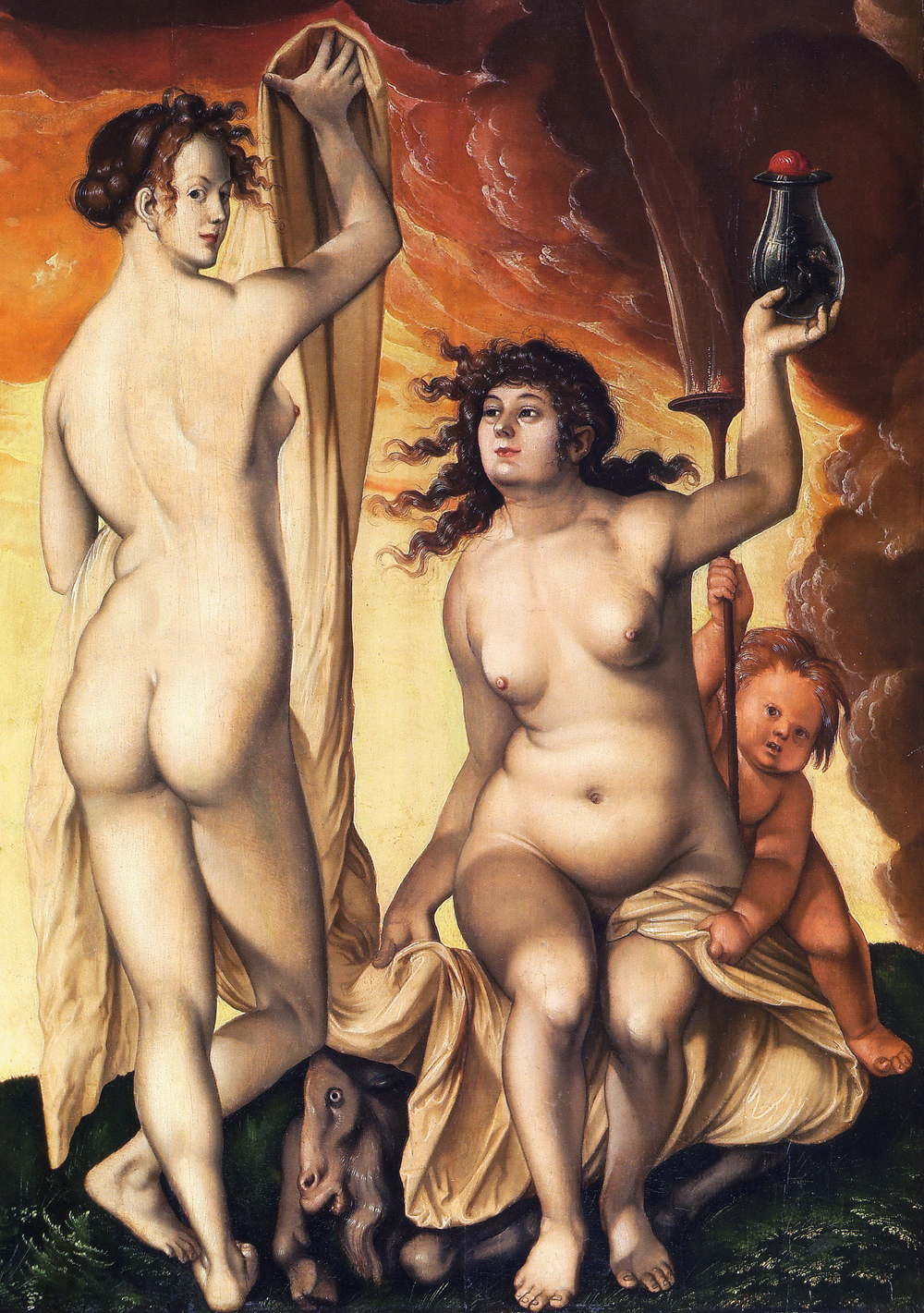
Deux sorcières, cuadro de Hans Baldung.
Cuadro representando dos mujeres desnudas acompañadas de un joven demonio y de un macho cabrío, bajo un cielo donde se observa una humareda negra y roja.

Una bruja (en masculino, un brujo) es una persona que practica la brujería. La brujería es una práctica de índole espiritual que frecuentemente se asocia con el paganismo y sus diversas religiones.
Si bien la imagen típica de un brujo o de una bruja es muy variable en función de cada cultura, en el acervo popular del mundo occidental la representación de una bruja se asocia fuertemente hoy en día a la de una mujer con capacidad de volar montada en una escoba, así como con el aquelarre (reunión de brujas) y con la caza de brujas (búsqueda e identificación de brujos y brujas). Al brujo algunos lo asocian con el vidente o con el clarividente, otros lo asocian con el chamán (quien es un especialista de la comunicación con las potencias de la naturaleza y con los difuntos), mientras que otros lo asocian con un brujo de tribu más orientado a la curación de enfermos del cuerpo y del alma, etc. La bruja (en femenino) es un personaje recurrente de la imaginación contemporánea, que perdura y se afirma gracias a los cuentos, las novelas, las películas, así como a través de ciertas fiestas populares y de sus especiales máscaras.

## Etimología
En latín las brujas eran denominadas maleficae (singular malefica), término que se utilizó para designarlas en Europa durante toda la Edad Media y gran parte de la Edad Moderna. Términos aproximadamente equivalentes en otras lenguas, aunque con diferentes connotaciones, son el inglés witch, el italiano strega, el alemán Hexe y el francés sorcière. Esta última palabra, femenino de sorcier, deriva del latín vulgar sortiarius (que literalmente significa « hablador de suertes o parlachín de suertes») y del latín clásico sors, sortis (que primero señalaba un procedimiento de clarividencia, y luego significaba destino o suerte).
La palabra española «bruja» es de etimología dudosa, posiblemente prerromana, del mismo origen que el portugués y gallego bruxa y el catalán bruixa. La primera aparición documentada de la palabra, en su forma bruxa, data de finales del siglo XIII. En 1396 se encuentra la palabra broxa, en aragonés, en las Ordinaciones y paramientos de Barbastro. Carmelo Lisón Tolosana considera que el origen de la palabra puede encontrarse en el área pirenaica. En Gascuña y Béarn era también corriente el uso de una palabra etimológicamente relacionada, brouche. Debe tenerse en cuenta que en esta época el Languedoc y la Corona de Aragón eran áreas culturalmente muy relacionadas. El término inglés witch tiene un origen más controvertido, aunque posiblemente deriva del radical wik de origen tanto celta como germánico.
En el País Vasco y en Navarra se utilizó también el término sorgin (/sorguín/ en su pronunciación en español), y en Galicia, la voz meiga.

### Diferencia entre bruja y hechicera
El antropólogo español Julio Caro Baroja propone diferenciar entre «brujas» y «hechiceras». Las primeras habrían desarrollado su actividad en un ámbito predominantemente rural y habrían sido las principales víctimas de la caza de brujas en los años 1450 a 1750. En cambio, las hechiceras, conocidas desde la antigüedad clásica, habrían actuado en la ciudad. Como ejemplo de las primeras Caro Baroja pone a la sorgina de la brujería vasca, y de las segundas al personaje de La Celestina de Fernando de Rojas. De esta última dice que aunque el autor "dibujó su espléndido personaje tomando elementos de la literatura latina, de Ovidio, de Horacio, etc." sus rasgos coinciden "con los que aparecen enumerados en los procesos levantados a las hechiceras castellanas por los tribunales inquisitoriales".
Carmelo Lisón Tolosana distingue también entre hechicera y bruja, pero, según este antropólogo español, la diferencia se basa en la relación que mantienen una y otra con el poder oculto y maligno, con el poder demoníaco. La hechicera invoca y se sirve del poder demoníaco para realizar sus conjuros, mientras que la bruja hace un pacto con Satán, renuncia a su fe y rinde culto al diablo. "La fuente del poder oculto no es ahora la fuerza de la palabra ni la invocación al diablo ni la ceremonia mágica, sino que aquella proviene de la adoración personal y voluntaria al demonio por parte de la bruja hereje y apóstata; su poder es vicario pero diabólico, adquirido a través de pacto explícito, personal y directo con el mismísimo Satán en conciliábulo nocturno y destructor que anuncia el aquelarre". El paso de la hechicera a esta "bruja satánica", "bruja aquelárrica", como la llama también Carmelo Lisón, se produjo en Europa a lo largo de los dos siglos finales de la Edad Media.
Carmelo Lisón también discrepa de Caro Baroja en cuanto a la consideración del personaje de Celestina porque para él se trata de un "híbrido" entre bruja y hechicera. Celestina, dice Carmelo Lisón, vive "rodeada de ponzoñosos ungüentos y de fórmulas mágicas cuyo poder residía en la fuerza del lenguaje" pero "puede además disparar el terrible dardo del maleficio, opera con poderes nocturnos, conjura y obliga al mismísimo Satán".

Yo, Celestina, tu más conocida cliéntula, te conjuro por la virtud é fuerça destas vermejas letras; por la sangre de aquella nocturna aue con que están escriptas; por la grauedad de aquestos nombres e signos, que en este papel se contienen; por la áspera ponçoña de las bíuoras, de que este azeyte fué hecho, con el cual vnto este hilado: vengas sin tardança á obedescer mi voluntad...

Si no lo hazes con presto movimiento, ternásme por capital enemiga; heriré con luz tus cárceles tristes é escuras; acusaré cruelmente tus continuas mentiras; apremiaré con mis ásperas palabras tu horrible nombre. E otra é otra vez te conjuro. E assí confiando en mi mucho poder, me parto para allá con mi hilado, donde creo te lleuo ya embuelto

Según Carmelo Lisón, "el conjuro revela el carácter bastardo de Celestina, alcahueta mestiza, resultado de un cruzamiento entre bruja y hechicera. Aunque se confiese cliente del demonio sabe bien su «arte», conoce y sabe leer los agüeros y activa a voluntad el poder intrínseco a líquidos, hilados y palabras. Además, para asegurarse el éxito, pacta con Satán pero, nótese, en pacto arrogante y altivo, exigente y amenazante, en pacto entre iguales, esto es, entre dos agentes teúrgicos tan poderosos como malvados".
Por otro lado, en la mayoría de los idiomas se utilizan términos diferentes para designar la «hechicería» (en la que no existe el pacto diabólico) y la «brujería» (en la que sí existe), menos en el francés, idioma en el cual solo existe sorcellerie para ambas. En inglés existe sorcery y witchcraft, en portugués feitiçaria y bruxaria, en italiano fattucchieria y stregoneria, en alemán se dice Kunts/Zauberei y Hexerei.

## Historia

### Antigüedad

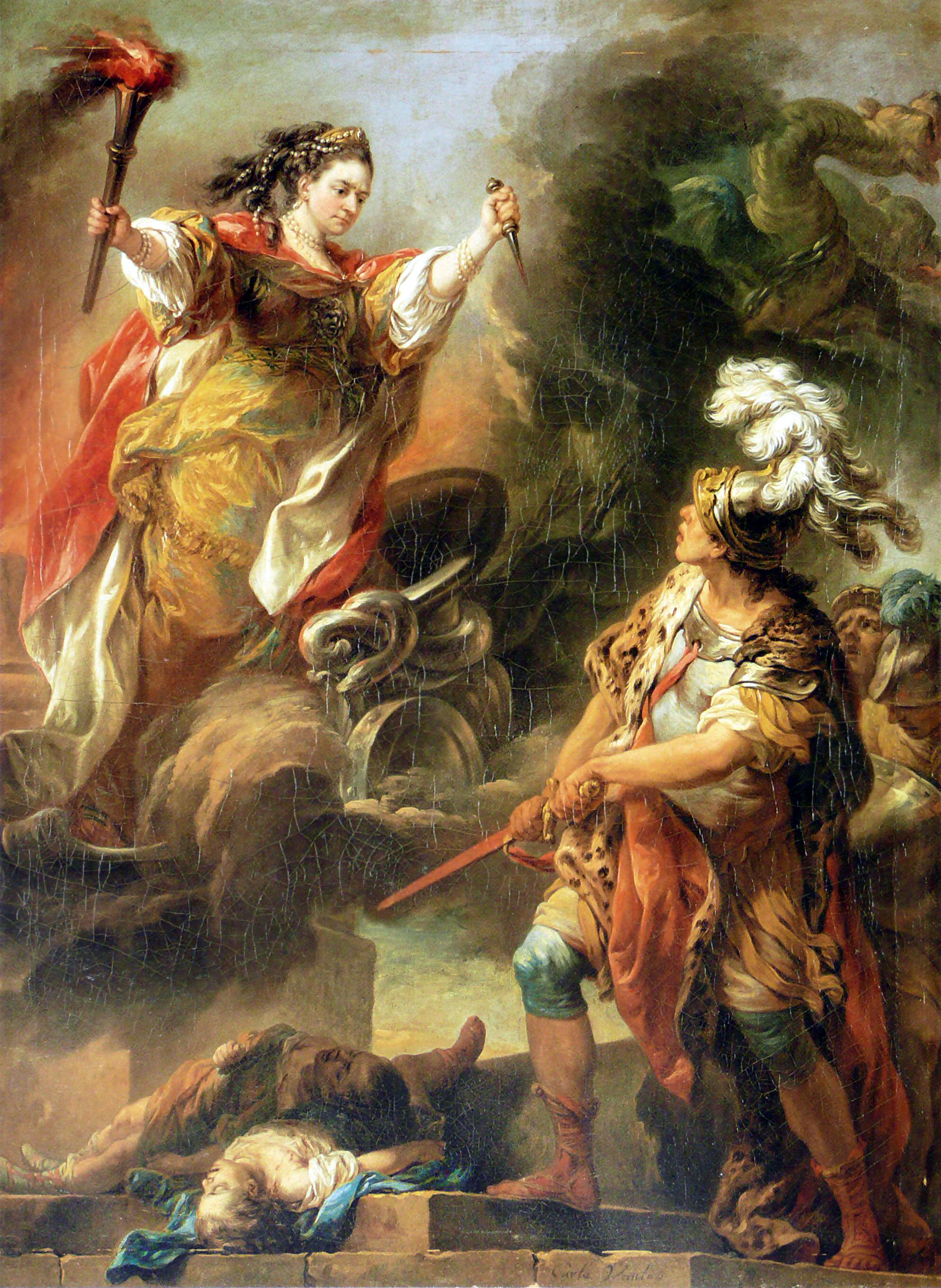
Charles André van Loo, Mademoiselle Clairon en Médée, 1760. Medea sale de un nubarrón, llevando un estilete y una antorcha, y teniendo una serpiente a sus pies. Bajo ella, Jasón, delante del cadáver de sus dos niños, está a punto de desenvainar su espada.

Las brujas son raras en la Biblia y son condenadas por Moisés. No obstante, se alude a Saúl consultando a una bruja en En-Dor, para así poder hablar con Samuel ya muerto.
Es difícil llegar a concretar una visión más o menos exacta de la brujería en la antigüedad. Sin duda, en ese tiempo la misma era reprobada o al menos temida por amplios sectores de población, e incluso prohibida.
Plinio el Viejo alude a la interdicción de la misma en Roma por la Ley de las XII Tablas hacia el 450 a. C. Y por su parte la Lex Cornelia prohibió su práctica, y condenaba a muerte a aquellos que se daban a los procedimientos de la brujería:

Les devins, les enchanteurs et ceux qui font usage de la sorcellerie à de mauvaises fins, ceux qui évoquent les démons, qui bouleversent les éléments, qui, pour nuir, emploient des images de cire, seront punis de mort.
Lex Cornelia citada por Édouard Brasey.

Traducción al español de la cita:
Los adivinadores, los hechiceros, y los que hacen uso de la brujería con malos fines, los que evocan a los demonios, los que intentan confundir con insistencia y violencia, los que, para perjudicar, emplean imágenes de cera, serán castigados con la muerte.

Y Cayo Mecenas aconsejó a Augusto de rechazar a los adeptos de las religiones foráneas.

C'est d'eux que naissent la conspiration et les sociétés secrètes, dangereuses pour le règne d'un monarque.

Traducción al español de la cita:
Es de ellos que surgen las conspiraciones y las sociedades secretas, muy peligrosas para el reino de un monarca.

No obstante lo señalado, numerosas referencias (especialmente literarias), testimonian la práctica continua de la brujería durante la Antigüedad. La diosa Hécate era quien entonces dirigía la brujería y los encantamientos, y ciertas regiones y ciertos lugares eran considerados puntos de pasaje al mundo infernal, y estaban asociados a zonas tales como: pantanos, lagos, cementerios, bosques.
- La Tesalia, pradera fértil con múltiples cursos de agua, parecería así la región de origen de las brujas en Grecia; Lucio Apuleyo la califica de  «tierra natal del arte mágico» y muchos personajes mencionados en la literatura tienen ese origen.
  - Erictón, bruja tesaliana, personaje importante del libro VI de la Farsalia de Marco Anneo Lucano. En esa epopeya, que cuenta la Batalla de Farsalia que tuvo lugar en 48 a. C. en Tesalia, Sexto Pompeyo se encuentra con esa bruja, y le pregunta cuál sería el resultado de la guerra. Y Erictón entonces hace hablar a un muerto, para así revelar la suerte de la batalla. Esta bruja vive en medio de tumbas, y desde esa posición puede escuchar lo que se pasa en los infiernos; por cierto, es delgada y fea, y «sus cabellos revueltos en su cabeza tienen el aspecto de serpientes». Solamente sale durante la noche o con tiempo de tormentas.[21]
  - Pánfilo es un personaje de El asno de oro de Lucio Apuleyo, y también habitaba en Tesalia. La obra evoca los espíritus de los muertos; ella se apodera de todos los jóvenes que ve, transformándolos en piedras o en animales si se resisten.[22]
- La Cólquida, actualmente Georgia, es la tierra de origen de Medea, quien conoce los encantamientos, los afrodisíacos, y los ritos de Hécate, y que incluso es capaz de amaestrar a un dragón.
- En el Esquilino, una de las siete colinas de Roma donde antes del Imperio se encontraba el cementerio de pobres, Quinto Horacio Flaco evocó a la bruja Canidia,[23] expresando que con otras brujas tan pálidas como ella, excavaron fosos, y por allí hicieron correr sangre de muertos y hablaron con ellos.

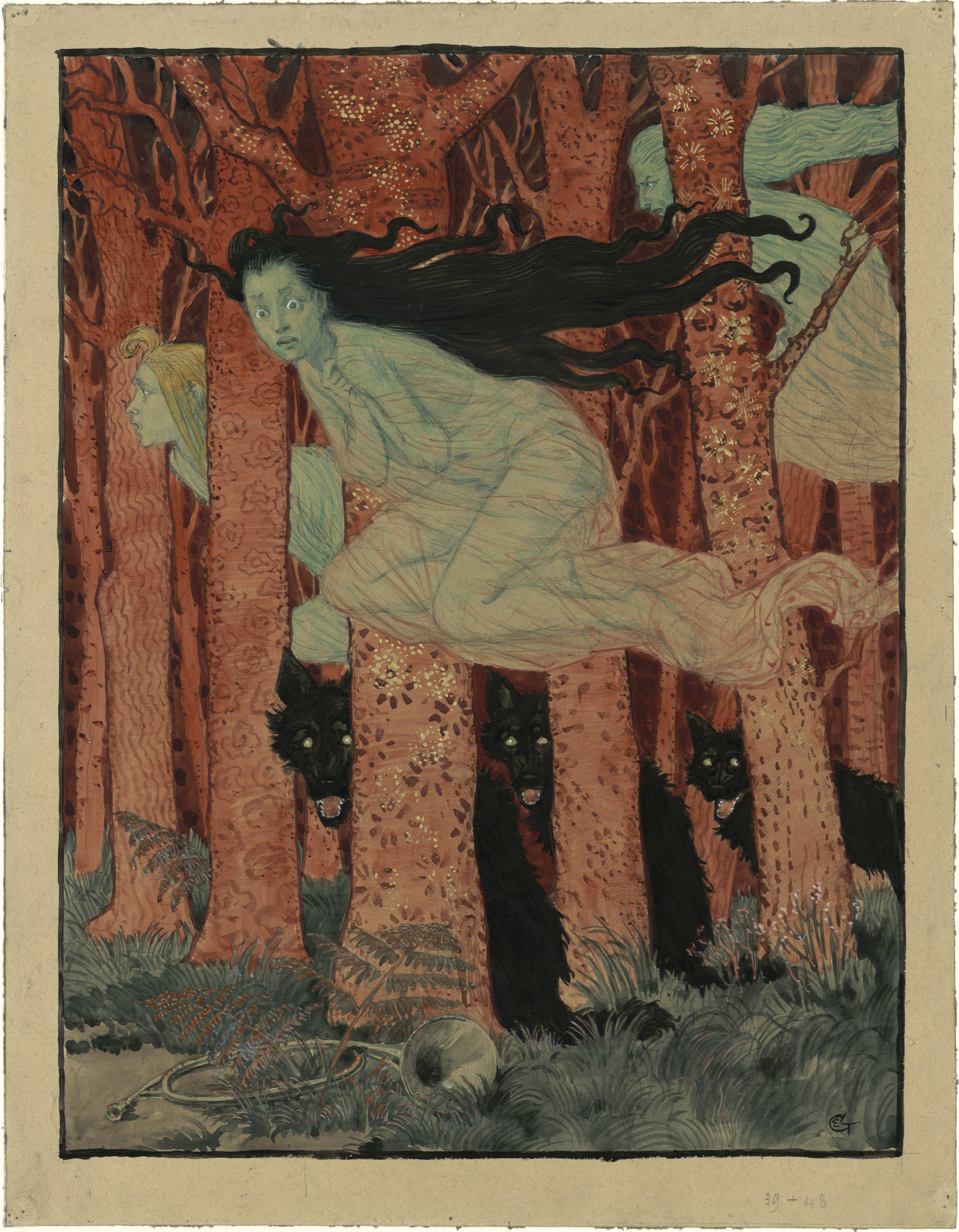
Trois femmes et trois loups (tres mujeres y tres lobos), acuarela de Eugène Grasset, hacia 1900.

### Edad Media y Renacimiento

#### Comienzo de las persecuciones
Al comienzo del Medioevo, Clodoveo I, rey de los francos del año 481 al año 511, promulgó la llamada Lex Salica condenando a las brujas a pagar fuertes multas. Y en lo que respecta a Carlomagno, su código de leyes establecido entre los años 780 a 782, contemplaba la prisión para los adeptos a la brujería.
Pero es en 1326, a través de una bula pontificia del papa Juan XXII, que podemos decir realmente comienza una exacerbada persecución a las brujas, la que se extendió por cerca de cuatro siglos.

Nous apprenons avec douleur l'iniquité de plusieurs hommes, chrétiens seulement de nom. Ils traitent avec la mort et pactisent avec l'enfer, car ils sacrifient aux démons.
Tomamos conocimiento con dolor respecto de la manifiesta inequidad de muchos hombres, que son cristianos solamente de nombre, ya que tratan con la muerte, pactan con el infierno, y hacen sacrificios a los demonios.

Claude Seignolle expresa que los procesos y ejecuciones en relación con brujerías, sobre todo conciernen a mujeres.

Satan eut ses prêtres : ce furent les sorciers. Il eut surtout ses prêtresses : les sorcières ; et c'est encore par une conséquence de la plus implacable logique que, les hommes étant seuls admis au service du Seigneur, les femmes, qui en étaient exclues, allèrent en plus grand nombre vers son rival obscur, qui les accueillait de préférence. On a dit qu'il y avait mille sorcières pour un sorcier ; c'est là une exagération manifeste, mais il est certain que la proportion des femmes, dans la foule qui se pressait à l'adoration du Bouc, l'emportait beaucoup sur celle des hommes.
Satán tuvo sus sacerdotes, que fueron los brujos. Y el rey de los infiernos también tuvo sus sacerdotisas, que fueron las brujas. Pero como consecuencia que solamente los hombres eran admitidos en el servicio del Señor, las mujeres, excluidas del mismo, se sintieron más atraídas hacia su rival oscuro, que terminó acogiéndolas preferentemente y en mayor número. Incluso llegó a decirse que había mil brujas por cada brujo; con toda claridad esta afirmación constituía una exageración manifiesta, pero seguramente la proporción de las mujeres, en la muchedumbre que se afanaba en la adoración del Macho cabrío, superaba en mucho a la de los hombres.

El estereotipo de una bruja está presente desde los juicios de los años 1420-1430, y se mantuvo durante más de dos siglos, aunque al promediar ese siglo XV es claro que aún no estaba bien definido y desarrollado.
En realidad fueron los procesos judiciales y la tradición libresca los que afirmaron y detallaron ese estereotipo, y durante esos procesos dirigidos contra las brujas y los magos, las creencias y los mitos se establecieron y se consolidaron.
Después de haber vacilado en decretar la realidad de la brujería, la Iglesia Católica del siglo XV decidió publicar la bula apostólica Summis desiderantes affectibus en 1484, seguido de un manual demonológico, Malleus maleficarum (expresión del latín que significa Martillo de las brujas), escrito por dos inquisidores domínicos, Heinrich Kramer y Jacob Sprenger.
Paralelamente a estas represiones, se desarrolló toda una literatura de inquisición (cerca de dos mil escritos) denunciando los poderes maléficos de las brujas; y entre esos títulos figuran, entre muchos otros: Le Marteau des sorcières, primer libro de bolsillo; De la démonomanie des sorciers de Jean Bodin; Discours exécrable des sorciers de Henry Boguet.

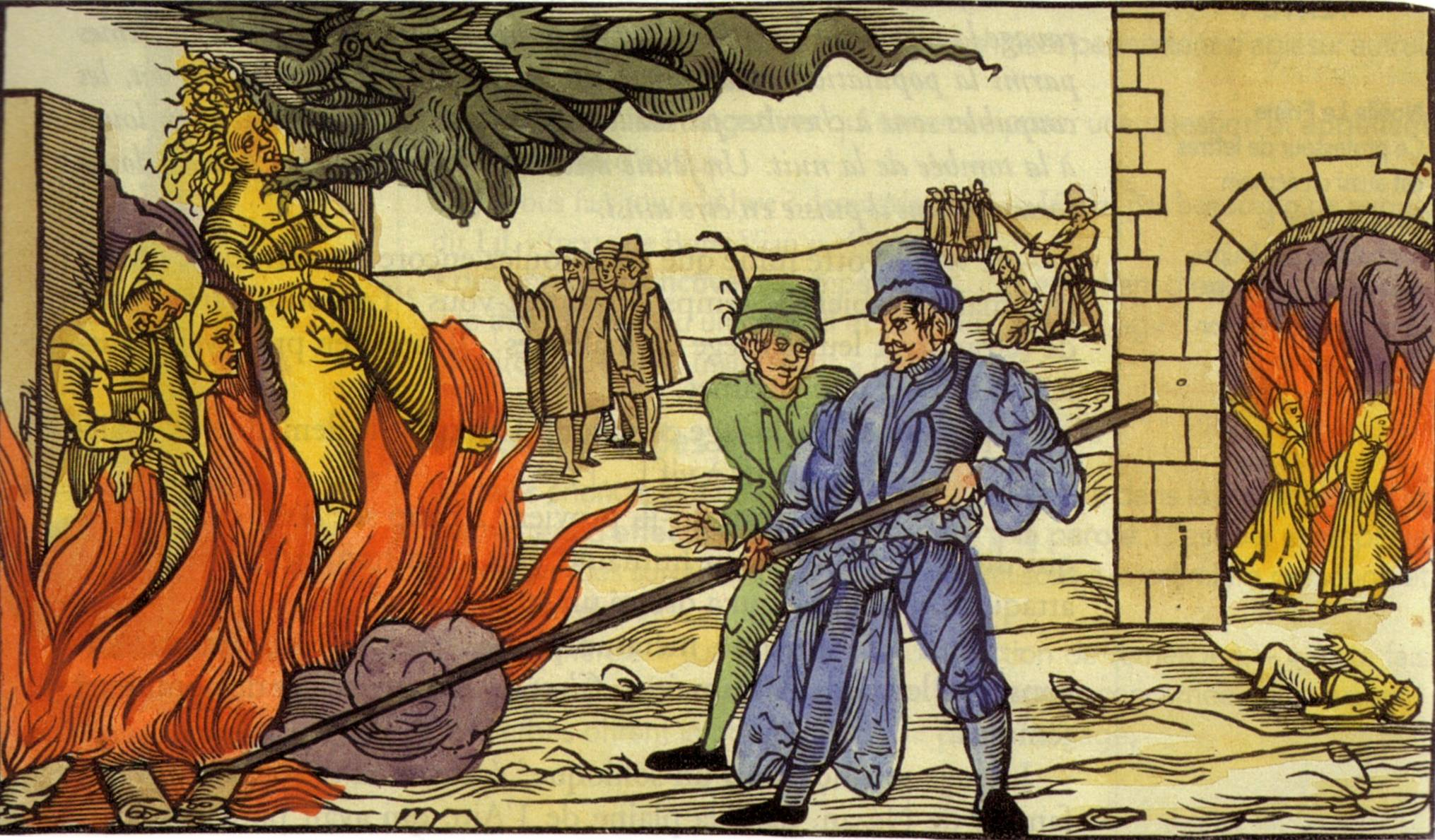
Escena de la Inquisición : Brujas en la hoguera en Derenburg (Sajonia-Anhalt, Alemania) en 1555.

El efecto de esta obra en la caza de brujas es bastante discutido. El interés del Martillo de las brujas reside en la síntesis de una variedad de creencias sobre las brujas, las que allí se presentan con formato de tratado o compendio bien estructurado y completo, brindando así un soporte teológico a los ideales y a las ideas que de esta forma se pretendían promover. No obstante lo señalado, este escrito, si bien se difundió ampliamente en la época, claramente no originó un aumento inmediato del número de procesos, aunque muy posiblemente sensibilizó a los jueces respecto de los crímenes de brujería. Unos 30 000 ejemplares de este manual se pusieron en circulación hasta su última edición en el año 1669, y también otros varios tratados sobre las brujas y la brujería, fueron paralelamente publicados.
En 1563, Jean Wier, médico en la corte del ducado de Cléveris, deseoso de suavizar y atemperar las primeras persecuciones, afirmó que consideraba a las brujas como simples espíritus perdidos, lo que Michel de Montaigne compartió y reafirmó en la reedición de sus ensayos en 1588 (allí se aconseja tratar a estas mujeres como afectadas de locura, sometiéndolas a un tratamiento con helleborus).
Las ejecuciones de brujas se legitimaban por las confesiones que los inquisidores les arrancaban, a menudo bajo tortura, o engañando y confundiendo a las inculpadas con promesas mentirosas. Y Jean Bodin apoyaba y justificaba estos abusos: «C'est chose vertueuse, nécessaire et louable, de mentir afin de sauver la vie des innocents, et il est condamnable de dire la vérité qui pourrait détruire» (en español: «Es cosa virtuosa, necesaria, y laudable, de mentir y engañar con tal de llegar a la verdad y salvar la vida de inocentes, y es condenable no recurrir a estas prácticas, arriesgando que los males y que la destrucción continúen»).
Al inicio solamente desarrollados y dirigidos por gente de Iglesia, los procesos por brujería fueron luego encargados a los laicos. En 1599, el rey Jacobo I de Inglaterra mostró cómo es posible probar la culpabilidad de una indagada, pinchándola, o bien echándola al agua: si se la pinchaba y no sangraba, la susodicha era reconocida como culpable de brujería; y, por su parte, si se tiraba al agua a la mujer y no se ahogaba, también ello se interpretaba como signo de que la indagada era una bruja.

#### Los días de las grandes persecuciones

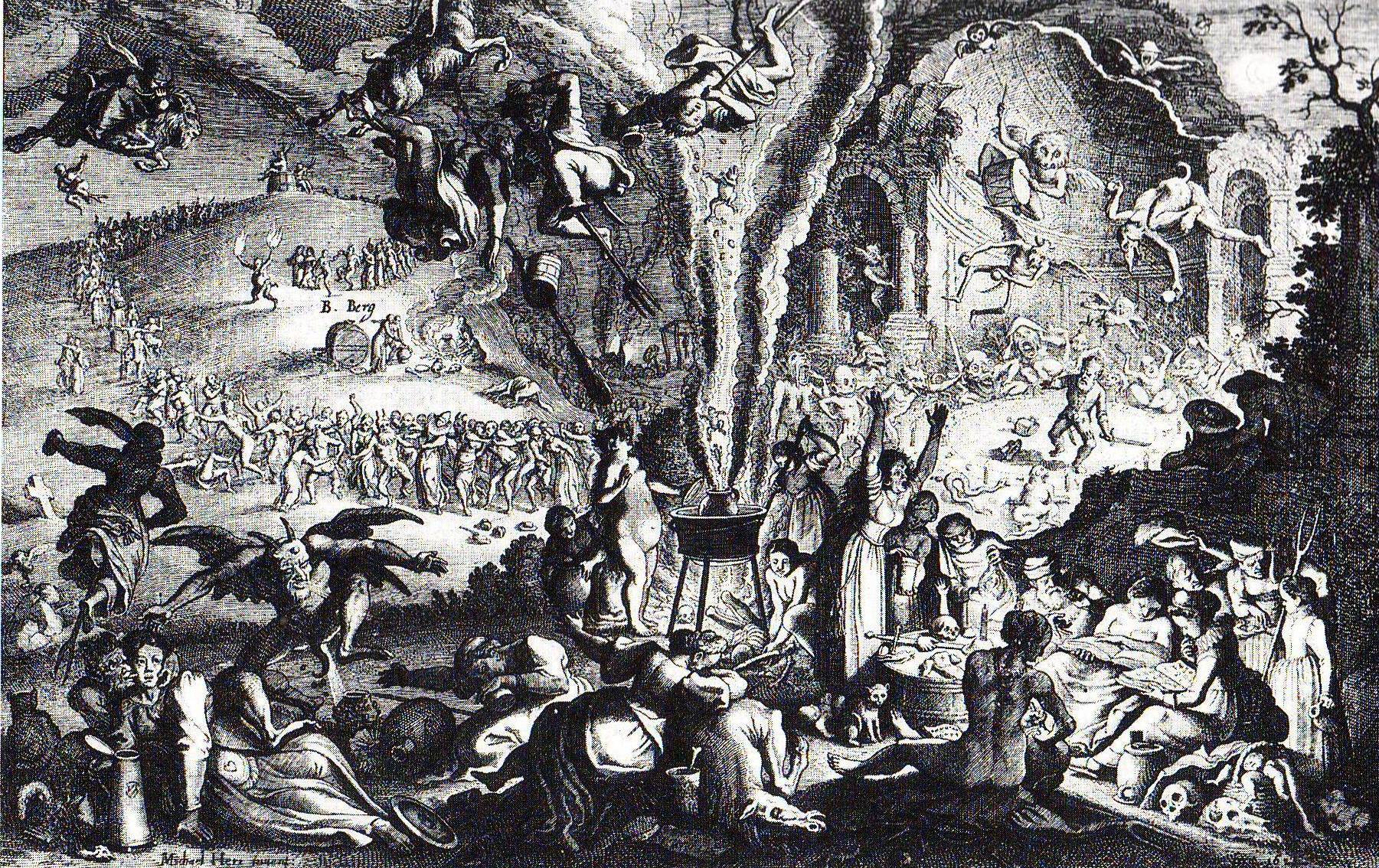
Les sabbats des sorcières (el sabbat de las brujas), Michael Herr, 1650.

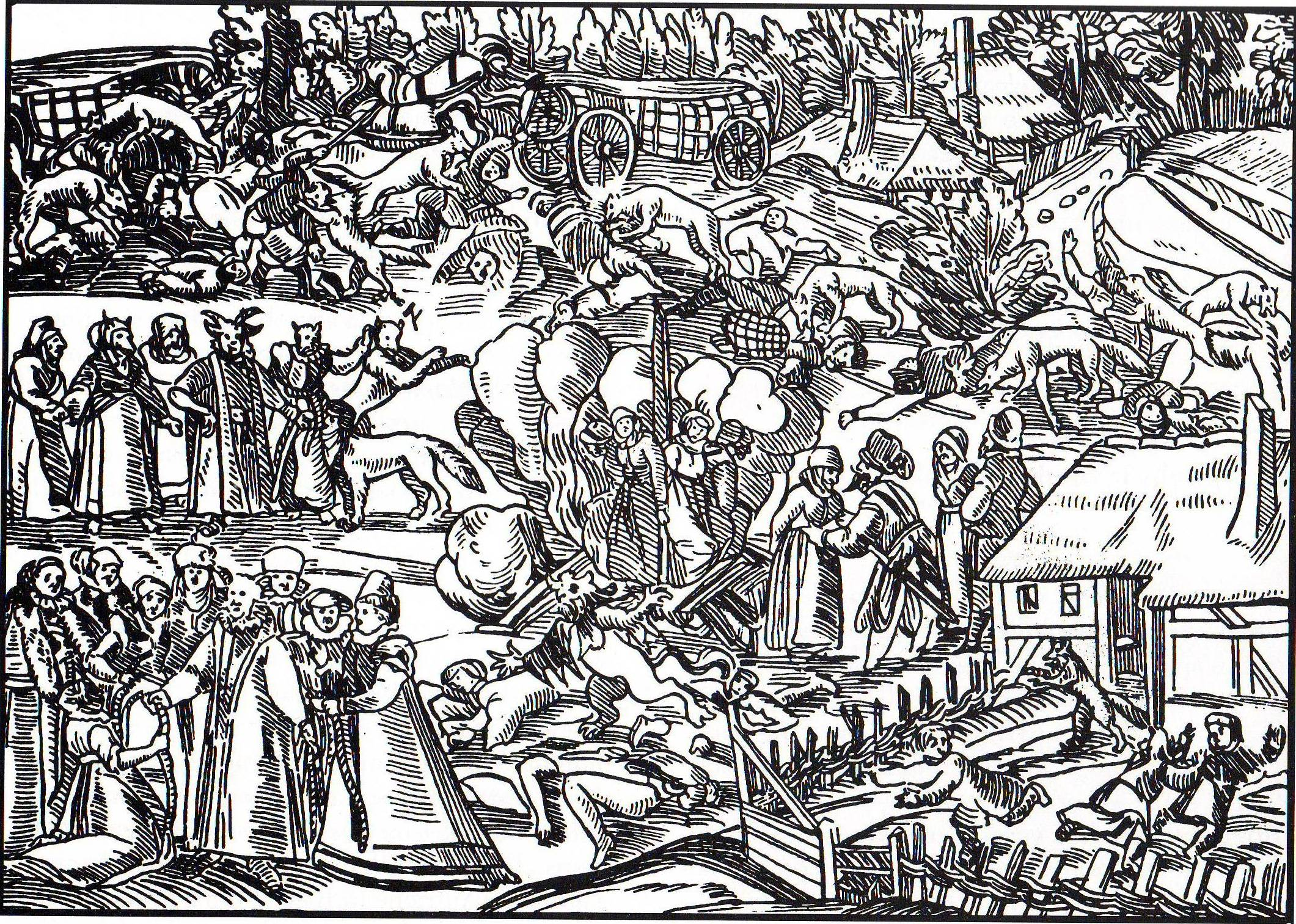
Les sabbats des sorcières (el sabbat de las brujas). Diferentes escenas de brujerías.

Pese a que generalmente se asocian Edad Media con las brujas y con las brujerías, en realidad fueron los siglos XVI y XVII, ya en la Edad Moderna, los que sufrieron las persecuciones más horribles y numerosas.
Anteriormente, se consideraba que los brujos eran tanto hombres como mujeres, pero con el nuevo tiempo, los procesos de brujería fueron casi exclusivamente en contra de las mujeres.
El paroxismo o locura colectiva surgió cuando los tribunales civiles suplantaron el monopolio de la Iglesia en relación con todo lo concerniente a la brujería.
La «caza de brujas» conoció dos etapas álgidas: la primera entre 1480 y 1520, y la segunda entre 1560 y 1650. No obstante lo señalado, corresponde aclarar que la «imagen estereotipada» de las brujas se fue conformando poco a poco entre los años 1400 y 1450, y que las últimas persecuciones y los últimos procesos recién concluyeron hacia el fin del siglo XVIII y principios del siglo XIX.
Historiadores e investigadores estiman hoy día que el número de víctimas se situó entre 50 000 y 100 000, contando tanto los condenados a la hoguera por los tribunales de la Inquisición como los condenados por la Reforma. Obviamente, nos estamos refiriendo a un número elevado de afectados en proporción a la población europea de la época. Y entre estos condenados a muerte, se estima que alrededor del 80 % de las víctimas fueron mujeres. El 20 % restante eran hombres, la mayoría catalogados como  «errantes» (pobres y vagabundos, nómadas, judíos y homosexuales).
Estas mujeres que fueron acusadas y condenadas (y en algunos casos también su descendencia, sobre todo si se trataba de niñas), frecuentemente pertenecían a las clases populares, y entre ellas, solo una minoría hubieran podido ser catalogadas como enfermas mentales o como auténticas criminales (este fue el caso por ejemplo de Catherine Deshayes bajo el reinado de Louis XIV, culpable de homicidio). La mayoría de las condenadas en esos días, eran de todas las edades y condiciones, y de diversas confesiones religiosas, con frecuencia parteras o curanderas, pues los remedios de estas últimas se basaban en una farmacopea tradicional, consistente en brebajes y también en infusiones o decocciones de raíces y de hierbas, o sea lo que se conoce como «fitoterapia». La población de entonces, esencialmente rural, no tenía otro recurso para intentar tratar algún mal que recurrir a estos procedimientos ancestrales; los que, claro, a la consideración de personas más cultas, daban que pensar en la magia y en la brujería.
Un medio horrible y despiadado de saber a ciencia cierta si una mujer era una bruja, consistía en tirarla al agua con las manos y los pies atados, para así dificultar el nado. Como en teoría, una bruja era más liviana que el agua, si flotaba y no se ahogaba, era rápidamente rescatada y quemada viva, mientras que si, por el contrario, la mujer se ahogaba, ello era prueba que había muerto inocente.
Hans Peter Duerr, profesor de etnología de origen alemán, en su obra Nudité et pudeur: Le mythe du processus de civilisation, estima que esta práctica, tan chocante por la exhibición y la crueldad que provocaba, fue afortunadamente poco utilizada. Sin embargo, varios textos y dibujos reflejan que el procedimiento señalado se aplicó al menos varias decenas de años durante la Edad Media.
Por lo general, las mujeres de clases privilegiadas escapaban a este tipo de acusaciones y de persecuciones, aun cuando un escándalo salpicara a un personaje importante en la corte, pero esa no fue la situación en el llamado caso de los venenos, episodio ocurrido en París entre 1670 y 1682, y que implicó la acusación y muerte de varias decenas de personas. Por su parte, Catalina de Médici no vaciló en utilizar este tipo de acosos y de procesos para eliminar a algunos personajes políticamente molestos, en oportunidad de ejercer las sucesivas regencias en nombre de sus hijos menores, entre 1559 y 1574.
La creencia en las brujas y los procesos de brujas realmente comenzaron a ponerse en duda en forma más o menos generalizada a partir del fin del siglo XVII.
El pastor alemán Anton Praetorius de la iglesia reformada de Juan Calvino, editó en 1602 el libro Sobre el estudio en profundidad de la brujería y de las brujas (De l’étude approfondie de la sorcellerie et des sorciers, Von Zauberey und Zauberern Gründlicher Bericht), en donde se expresaba en contra de la caza de brujas y en contra de la tortura. En Francia, Louis XIV remplazó las ejecuciones a muerte por destierros de por vida; y en Estados Unidos, el juez y el jurado de Massachusetts, responsables del llamado Procesos de Salem (1692-1693), firmaron un arrepentimiento público en el cual se retractaban por lo hecho en los siguientes términos: « Confesamos que no hemos sido capaces de comprender las misteriosas alucinaciones de las potencias de las tinieblas ni oponernos a ellas (...). Tememos haber contribuido con otros, aunque por ignorancia y sin intención, a cargar sobre nosotros mismos y este pueblo de Dios, la responsabilidad de sangre inocente (...). Expresamos nuestro profundo sentimiento y nuestra pena por nuestros errores (...) por los cuales estamos angustiados e inquietos en nuestros espíritus (...). Pedimos a todos perdón desde el fondo de nuestros corazones, a ustedes a quienes hemos injustamente ofendido, y declaramos, según nuestra conciencia presente, que por nada del mundo ninguno de nosotros volverá a hacer semejantes cosas por semejantes razones».
En Inglaterra, la ley contra la brujería fue definitivamente abolida en 1736, lo que desgraciadamente no impidió el ahorcamiento de la última bruja inglesa en 1808.
Las últimas condenadas que fueron quemadas en Europa, datan del fin del siglo XVIII y principios del siglo XIX, como por ejemplo Anna Göldin en 1782 en el cantón de Glaris en la Suiza protestante, o como por ejemplo una condenada en 1793 en Polonia. Y respecto de Francia y más precisamente en Bournel, una mujer acusada de brujería fue quemada por campesinos el 28 de julio de 1826, mientras que otra en 1856 fue lanzada dentro de un horno en la comuna de Camalès.
Si bien el término «genocidio» tal vez no sería el más apropiado para aplicarlo a la situación que aquí nos ocupa, muchos feministas definen hoy día esta horrenda batida contra las brujas como un crimen contra la humanidad, mientras que otros admiten que las injustificadas persecuciones y ejecuciones por sospechas de brujería perfectamente se acercan o se asimilan a lo que en el siglo XX ocurrió a los armenios en Turquía, o lo que ocurrió a los judíos en Alemania y en Polonia.

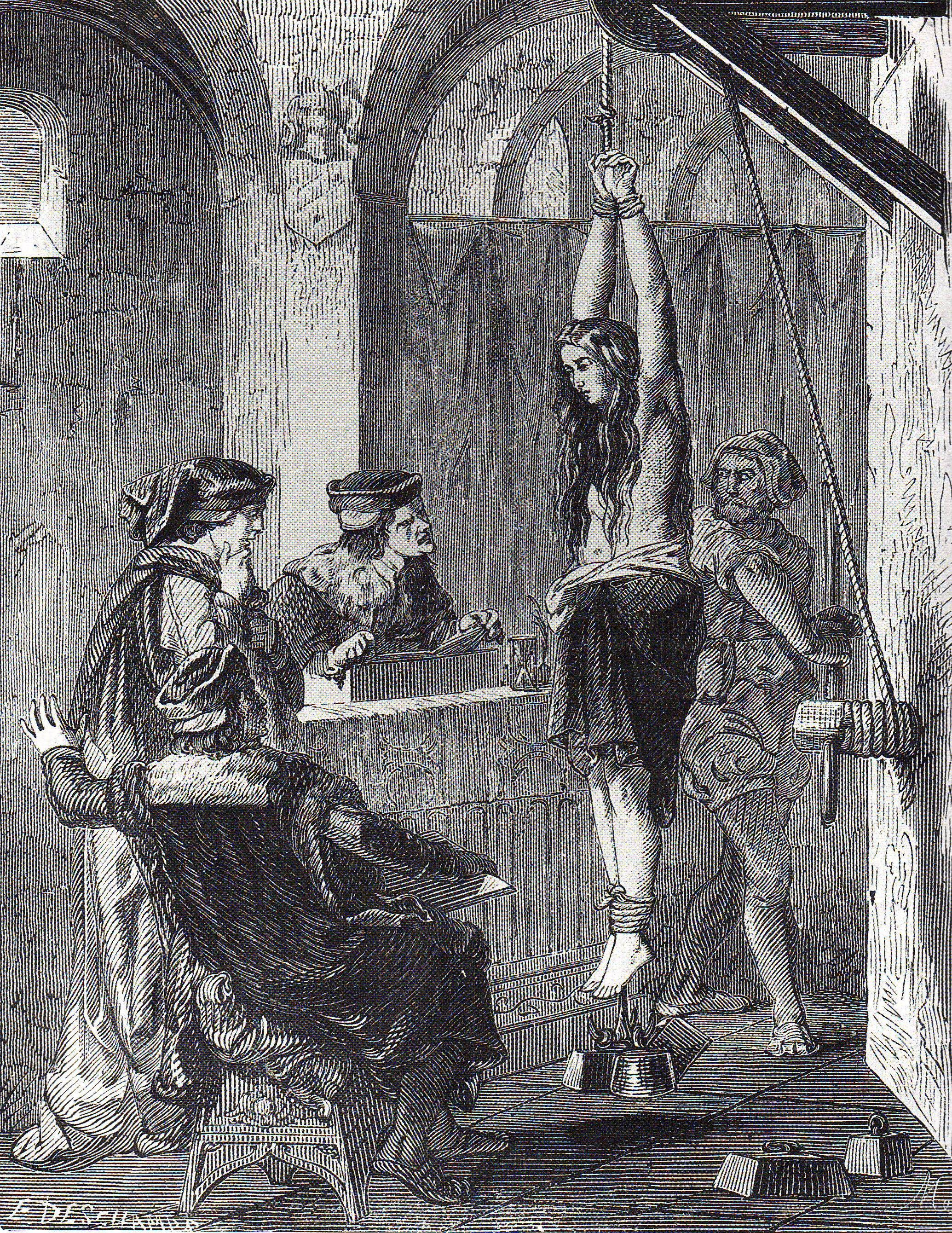
Imagen 1
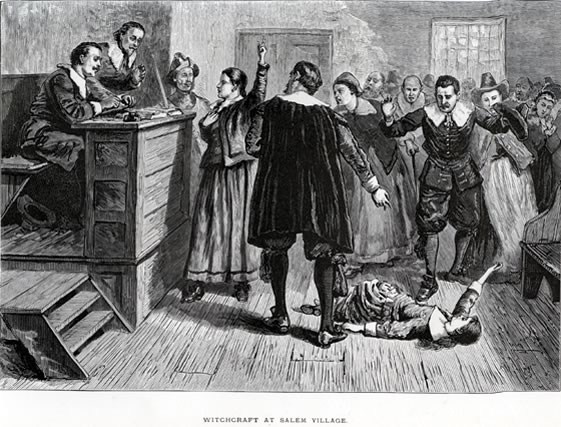
Imagen 2
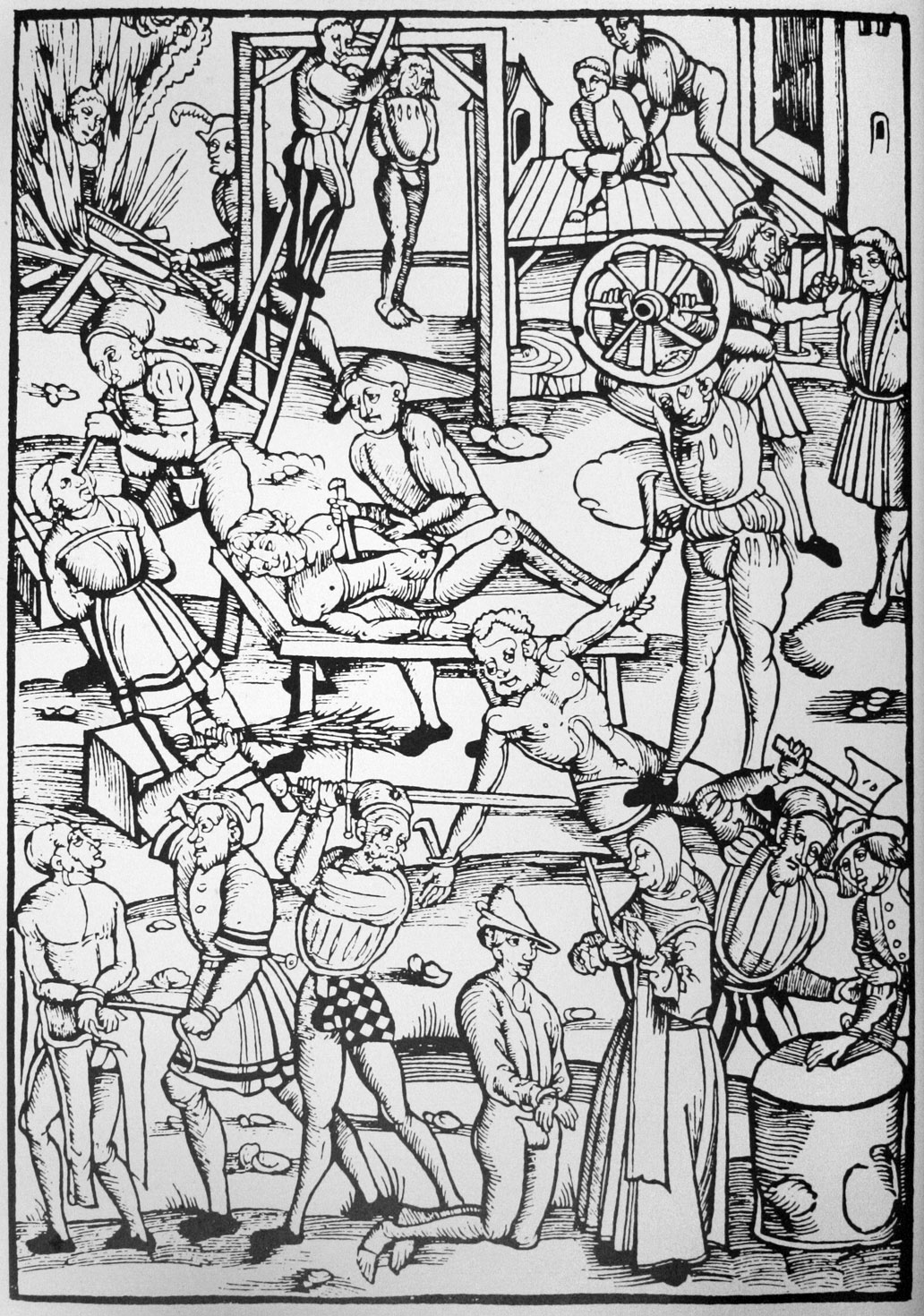
Imagen 3

- Imagen 1 - Mujer acusada de brujería, grabado francés del siglo XIX mostrando una mujer tomada por los brazos, con pesos atados a los tobillos; tres jueces están delante de ella y la interrogan.
- Imagen 2 - Escena del proceso de brujas en Salem, William A. Crafts, 1876. Entre la muchedumbre y el estrado del juez, un niño tendido sobre el suelo sufre convulsiones; el abogado señala esto como una prueba de brujería.
- Imagen 3 - Diferentes suplicios medievales, grabado alemán de 1508 presentando ejemplos de ahorcamiento, decapitación, mano cortada, oreja cortada, ojo pinchado, hoguera.

#### La Santa Inquisición contra las brujas en Nueva España
Desde la instalación del virreinato en México, la Santa Inquisición hizo aparición en el territorio. Se sabe que antes de 1571 ya habían funcionado dos tipos de organizaciones inquisitorias; la primera fue organizada por los evangelizadores que acompañaron a las fuerzas invasoras y la segunda conocida como "la ordinaria" dirigida por obispos. Es hasta 1571 que se conforma el tribunal inquisitorial en Nueva España, contando con una jurisprudencia de 3 000 000 km². Además, por decreto real, el Santo Oficio no podía acusar ni proceder contra los indígenas, lo que delimitaba muy bien el campo de acción del organismo.
A diferencia de las brujas europeas que cargan con una condición de malvadas y destructoras, las novohispanas presentan una figura de construcción y cuidado por la realidad dispar e inhóspita que significaba la vida en la tierra americana. Por lo general, las mujeres acusadas de "hechicería" eran aquellas que se encargaban de la magia erótica, que no era otra cosa más que unir a dos personas que de forma oficial o lícita no tendrían posibilidad, además, casi todas ellas eran españolas, criollas, mestizas o mulatas en menor medida, y usualmente, solteras o con un estatus social cuestionable.  Otro tipo de oficio como el de curandera por lo general no era perseguido, pues la misma Inquisición lo tenía prohibido al tratarse de personas indígenas. 
Los castigos no eran tan severos como la hoguera, pero consistía usualmente en 200 azotes, destierro o alguna amonestación económica.
Las mujeres sanadoras y la caza de brujas
Durante la Edad Media y el Renacimiento, muchas mujeres desempeñaron roles fundamentales como sanadoras en sus comunidades. Estas mujeres, a menudo sin formación académica formal, adquirían conocimientos de medicina tradicional y herbolaria que transmitían de generación en generación. Eran conocidas como curanderas, parteras o herbolarias, y proporcionaban atención médica a sectores de la población que no tenían acceso a médicos formados en universidades.
Sin embargo, su posición en la sociedad las hacía vulnerables a acusaciones de brujería. La Iglesia y las autoridades civiles veían con recelo a estas mujeres independientes, especialmente si su conocimiento les otorgaba influencia dentro de la comunidad. Cualquier mujer que gozara de cierto grado de independencia o que se mantuviera fuera de los roles femeninos tradicionales era susceptible de ser considerada una amenaza para el orden social establecido.
La caza de brujas, que alcanzó su apogeo entre los siglos XV y XVII, tuvo un impacto devastador en estas mujeres. No solo se les acusaba de prácticas heréticas, sino que también se les atribuían crímenes como el envenenamiento, la conspiración y la realización de actos malignos contra sus vecinos. Paradójicamente, se les perseguía tanto por supuestamente causar daño como por brindar ayuda médica a los más necesitados.
Esta persecución no solo buscaba eliminar prácticas consideradas paganas o heréticas, sino que también reflejaba una lucha por el control del conocimiento médico. A medida que la medicina se institucionalizaba y se convertía en una profesión dominada por hombres con formación universitaria, las mujeres sanadoras fueron marginadas y sus saberes tradicionales desacreditados. Este proceso llevó a la apropiación del campo de la medicina por parte de las estructuras patriarcales, desplazando a las mujeres que históricamente habían sido las principales proveedoras de atención sanitaria en sus comunidades. 

### Época moderna
Uno de los primeros en querer rehabilitar a las brujas fue Jules Michelet, quien les consagró un libro en el año 1862. El autor quiso desarrollar en ese escrito un «himno a la mujer, benefactora y a la vez víctima» («hymne à la femme, bienfaisante et victime»).
Michelet eligió allí presentar a la bruja como una rebelde y como una revolucionaria, al mismo tiempo que como una víctima, y así rehabilitaba o intentaba rehabilitar la imagen de la bruja en una época donde la misma estaba casi totalmente opacada y subordinada por la del diablo. En el libro citado, Michelet acusó directamente a la Iglesia de haber organizado la «caza de brujas» no solamente en el Medioevo, sino también en el correr de los siglos XVII y XVIII. Como en cierta medida era de esperar, en su momento hubo resistencias y dificultades para poder concretar la edición de este escrito, lo que naturalmente desencadenó un escándalo. Michelet se defendió y respaldó su trabajo, afirmando que su libro recogía un escrito de historia y no una novela de ficción. Pero en su fuero íntimo y a pesar de las ideas positivas de este autor, este jamás reconoció a las mujeres su derecho a la emancipación. Fue necesario esperar el surgimiento de los movimientos feministas de los años 1970, para ver claramente planteado este asunto de una manera más moderna y positiva. En efecto, los representantes de dichos movimientos se apoderaron entonces de la bandera de la emancipación, y reivindicaron esta cuestión como símbolo y emblema de su combate. Puede señalarse, por ejemplo, a la revista "Brujas" de Xavière Gauthier, donde se presentaron en forma fiel y en detalle «las prácticas subversivas de los movimientos feministas».
Una novedad y un punto de quiebre respecto de estos asuntos tuvo lugar a inicios del siglo XX, cuando la egiptóloga Margaret Murray afirmó en The Witch-Cult in Western Europe (Oxford, 1921) que las descripciones y afirmaciones de las acusadas por brujería se referían a ritos reales, pues lo entonces llamado "brujería" tenía relación con una religión muy antigua, un culto precristiano de la fertilidad, que los jueces inquisidores catalogaban como una perversión diabólica. Para hacer tales aseveraciones, Margaret Murray se inspiró en las tesis defendidas en La rama dorada (1911) por James George Frazer. Si bien casi todos los historiadores de las brujas y de las brujerías piensan hoy día que los trabajos de Murray fueron no científicos y fundados en una manipulación voluntaria de documentos, a principios del siglo pasado esta tesis tuvo una gran difusión y repercusión, e incluso fue a la propia investigadora Murray a quien se le confió la redacción del artículo "Witchcraft" en la Encyclopædia Britannica.
Las brujas son presentadas desde una óptica relativamente más favorable y como menos peligrosas que antaño en muchas de las obras de ficción que circulan hoy día, y los miembros y adherentes de la Wicca actualmente se presentan como herederos de un culto y de una cultura donde en su momento habrían estado enmarcadas las brujas del tiempo de las persecuciones.

## La iniciación de la bruja

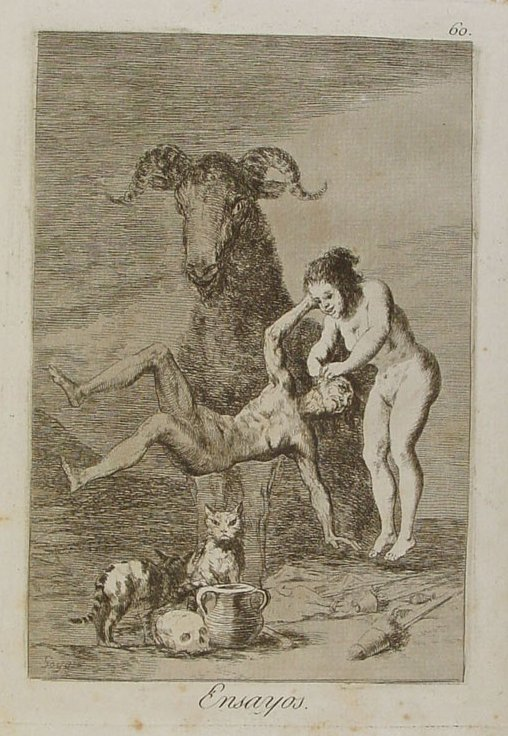
Grabado titulado Ensayos de la serie Los Caprichos (1799) de Francisco de Goya. "La imponente figura de Satán como macho cabrío vigila mudo a una joven bruja que practica sus primeros experimentos suspendiendo en el aire a un hombre que parece asustado; a los pies del buco aparece una olla de las que se mencionan en [el auto de fe] de Logroño [de 1610]" (Carmelo Lisón, pág. 257).

El antropólogo español Carmelo Lisón Tolosana escoge el caso de las Brujas de Zugarramurdi como ejemplo para explicar la iniciación a la brujería siguiendo la relación del proceso inquisitorial publicada en Logroño a principios de 1611, pocos meses después de realizarse el auto de fe en el que seis brujas y brujos fueron quemados vivos.
Según dicha relación, la iniciación a la brujería comienza desde muy temprano. Las brujas "maestras" sacan de sus camas por las noches a niños y niñas menores de cinco años, mientras sus padres duermen y los llevan volando al aquelarre. Si contaban lo que veían cada noche eran azotados por sus "maestras". Una de sus ocupaciones era guardar los sapos de los que las brujas obtenían los ungüentos que, entre otras cosas, les hacían volar. En principio no se les obliga a que abjuren de su fe porque son demasiado pequeños, por lo que son simplemente presentados al demonio, pero cuando cumplen los seis años, las brujas "maestras" los convencen para que renuncien a Cristo mediante golosinas y promesas de cosas fantásticas.
La ceremonia de la apostasía comienza un par de horas antes del aquelarre, cuando la bruja "maestra" despierta al "novicio", le unta con agua hedionda y verdinegra —obtenida de los sapos— manos, plantas de los pies, sienes, pechos y partes pudendas y lo transporta por el aire. Cuando llegan los espera el demonio sentado en su trono con figura entre hombre y macho cabrío —ojos grandes y espantosos; barba de cabra; manos corvas como las garras de las aves de rapiña; corona con cuernos pequeños y un cuerno muy grande saliéndole de la frente que ilumina la reunión de brujos y brujas— a quien la bruja "maestra" presenta a su discípulo con la frase: "Señor, éste os traigo y presentó".

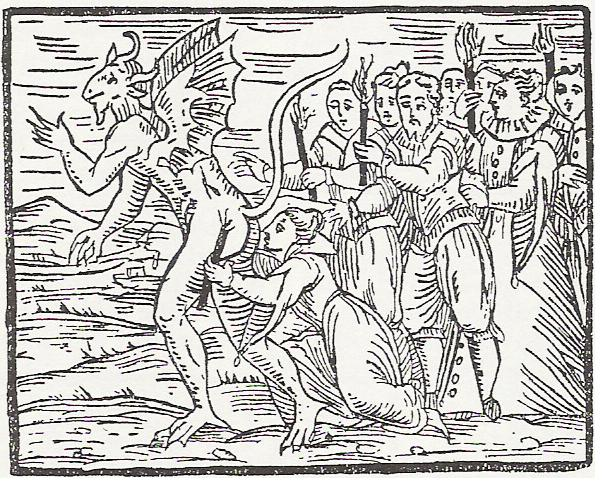
Grabado del Compendium maleficarum (1608) de Francesco Maria Guazzo que muestra el "osculum infame" de una bruja al Demonio en forma de macho cabrío.

A continuación el niño o la niña de rodillas repite la abjuración que va pronunciando el demonio. "Reniega de Dios, de la Virgen, de todos los santos, del bautismo y confirmación, de ambas crismas, de sus padrinos y padres, de la fe y de todos los cristianos, fórmula teológica que reproduce en inversión el rito que parodia". Tras aceptar como su nuevo dios y señor a Satán que le conducirá al paraíso, el nuevo brujo o bruja realiza su primer acto de adoración ritual, "besándole la mano izquierda, después en la boca y en los pechos, encima del corazón y en las partes vergonzosas; luego se vuelve el demonio sobre su lado izquierdo, levanta la cola que es como la de los asnos y descubriendo esa parte fea, sucia y hedionda la da a besar al neófito, quien lo hace puntualmente. Satisfecho el nuevo señor por el ósculo infame le hace una marca con una uña de su mano izquierda en alguna parte del cuerpo, señal que le durará siempre y que al menos durante un mes le producirá dolor; también lo marca en la niña del ojo dejándole impresa la figura de un sapo, signo que le servirá para conocer a otros miembros de la secta". Después lo envían a holgar y bailar con los demás brujos jóvenes al son de tamborino y flauta.
Pero todavía no son plenamente brujos o brujas. Con los nuevos poderes que han obtenido están obligados a realizar maldades, dirigidos por su bruja maestra. Solo con el paso del tiempo estos brujos y brujas menores reciben la "dignidad" de poder hacer ponzoñas por ellos mismos mediante la bendición con la mano izquierda que les hace el demonio en el aquelarre. Después le entrega los sapos vestidos que dio a su maestra cuando abjuraron de Cristo, y a partir de entonces ya podrán obtener de ellos el agua hedionda con la que se han de untar para volar al aquelarre y los polvos y ponzoñas para matar personas y ganado y para destruir frutos y cosechas. "En adelante no tendrán necesidad de padrinos ni maestras, irán solos a las juntas nocturnas y serán admitidos a mayores secretos y maldades. Son ya brujos y miembros con pleno derecho de la secta; gozarán de interacción directa, personal y mutua con su dios y señor". Cuando se untan para volar recitan una frase que expresa la fusión con el demonio —lo que entre otras cosas les impide ver el Sacramento en el altar—:

Señor, en tu nombre me unto; de aquí en adelante yo he de ser una misma cosa contigo, yo he de ser demonio

Los brujos y brujas no "alcanzan todos la misma posición ni idéntico rango y prestigio, ni desempeñan en los conciliábulos y maléficas andanzas nocturnas el mismo cometido. [...] Una cohorte de ancianos brujos que actúa como cuerpo consultivo, acompaña y rodea siempre al demonio, que también lleva media docena de diablejos menores a su alrededor. Son brujos graves, expertos en específicos menesteres malvados, con amplia experiencia brujeril perversa, de los que ha recibido el demonio gran contento. Guardianes de la doctrina y normas de la secta la comunican a los novicios como enseñadores o maestras".

## Prácticas atribuidas

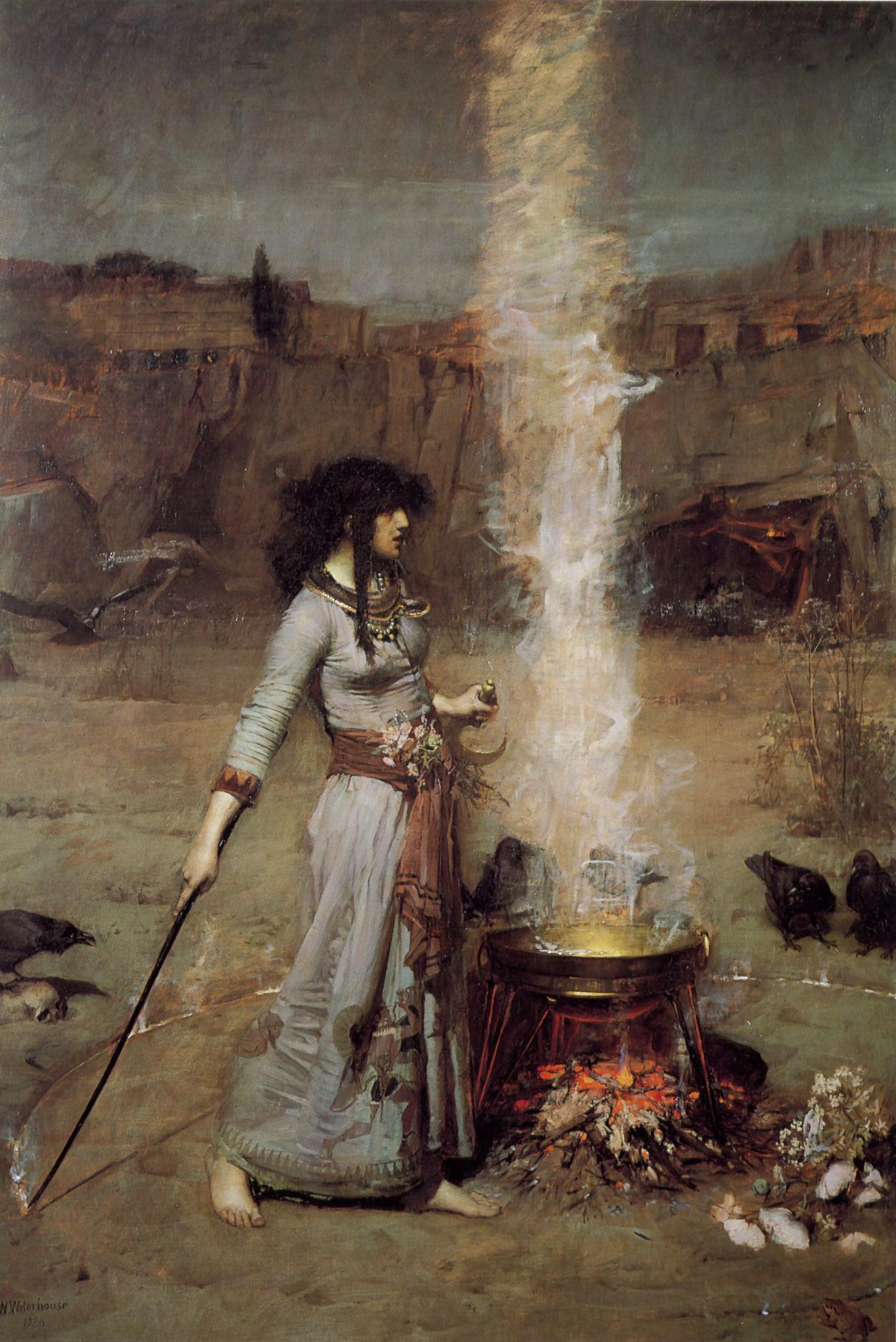
El círculo mágico, John William Waterhouse.
En un paisaje desértico, una mujer delante de su caldero traza alrededor de ella un círculo humeante.

### Pacto con el diablo
Hacia el fin del siglo XV, numerosos europeos instruidos creían que las brujas existían, y que ellas corrientemente practicaban actividades diabólicas, como por ejemplo la magia negra o el mal de ojo. En esa época, esas personas creían, pues, que todas las brujas o casi todas ellas hacían un explícito pacto personal con el diablo, y que este pacto o acuerdo personal con el propio satanás, daba a la bruja en cuestión el poder de desarrollar maleficios, permitiéndole entrar al servicio del maligno.
Por lo dicho, obviamente las brujas rechazaban in totum la fe cristiana, y como consecuencia eran rebautizadas por el propio satán, como símbolo de sumisión. Luego de esta ceremonia, el diablo aplicaba entonces una marca (un estigma) sobre la bruja rebautizada; esta creencia estaba muy extendida en las clases dominantes y cultivadas de la época citada, incluso con bastante más fuerza que en las clases bajas. En efecto, las clases populares entonces tenían tendencia a centrar su atención en la capacidad de las brujas para perjudicar y para hacer daño, mucho más que sobre su posible asociación o unión con el maligno.
Llegado a este punto, convendría señalar que el pacto con el diablo es una noción o un concepto bastante antiguo, cuyo origen se remonta al Medioevo. A través de ese pacto o de ese acuerdo, ambas partes se comprometían a respetar una especie de contrato jurídico, que obligaba al diablo a abastecer de riquezas y de poderes a la bruja, quien a cambio prometía sumisión, y se comprometía a entregar su alma después de su muerte. La cuestión de los vuelos nocturnos, de la posible transformación en algún animal, y de las reuniones junto a una figura sobrenatural (macho cabrío), también formó parte de manera temprana de lo que podríamos llamar "creencias sobre brujas". Por el contrario, la asociación de las brujas con el maligno, con el crimen y con la sexualidad, fue una teoría demonológica algo más tardía, y que se elaboró poco a poco en el correr del siglo XVI.
Los ingredientes del sabbat (la propia denominación y su descripción), comprendían un culto organizado, consagrado y devoto a demonios, nombrados Diane, Hérodiade y Lucifer. La presencia de estos bajo una forma semianimal, las orgías y la profanación de los sacramentos, fueron ideas y creencias elaboradas bajo la influencia de los teólogos y los inquisidores de mediados del siglo XIII a mediados del siglo XV, y difundidas a través de tratados de demonología, como por ejemplo el Malleus maleficarum, o como los predicamentos de San Bernardino de Siena, luego confirmados por los miembros laicos de los tribunales de justicia o de los parlamentos.
Las acusadas de brujas en esa época, fueron forzadas a suscribir o a ratificar, bajo tortura o presión psicológica, a ese marco de creencias y ese estado de cosas, y sus confesiones así confirmaban, a ojos de muchos, la validez de los hechos relatados y la existencia de los poderes ocultos mencionados, contribuyendo así a difundir estas suposiciones.

### Sabbat

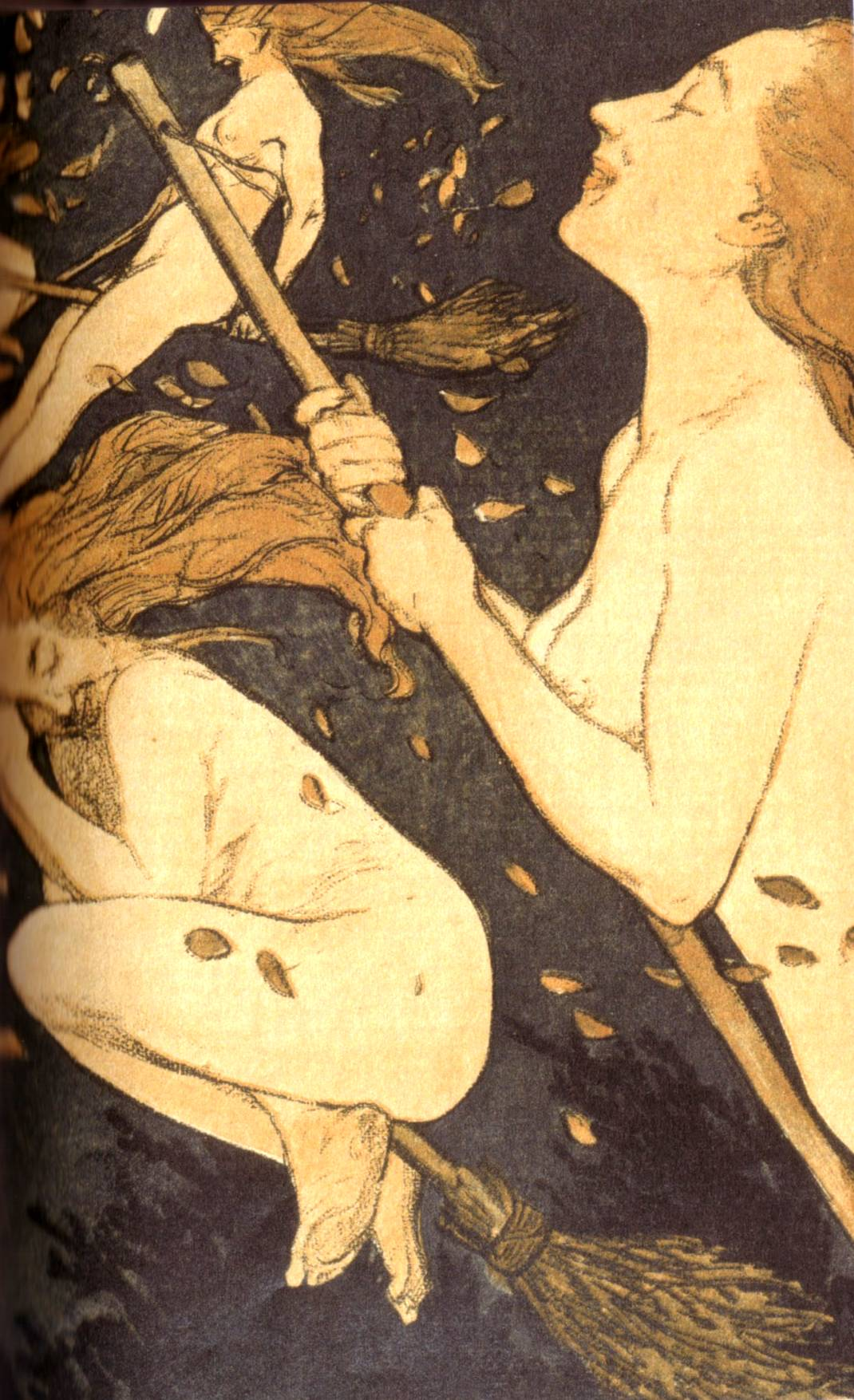
Sabbat de brujas, grabado de 1909.

El término sabbat es una deformación de Sabasius, es decir, de Bacchus, derivado de la palabra Sabazzia, o sea, los misterios dionisíacos de Thrace. Estas fiestas eran organizadas en honor del «Dios Cornudo» de la fecundidad y de la naturaleza (encarnado por Dioniso, Pan, Lug o Lugh, Cernunnos o Mithra). Las fiestas se acompañaban de libaciones, de danzas y de orgías sexuales, con el fin de estimular la fecundidad de las tierras.
Es a partir de la Edad Media, y por reacción de la Iglesia católica, que este «Dios Cornudo» comenzó a ser considerado el propio Diablo llamándolo Satanás o Lucifer, y que a su vez los eclesiásticos rebautizaron como Verbouc. Y fue por contra-reacción a las represiones y persecuciones de la Iglesia católica que, según el análisis de Jules Michelet, el sabbat pagano se sustituyó por y se transformó en la misa negra.
Se pensaba que las brujas se reunían por las noches en lugares especiales, para allí desarrollar sus ritos mágicos. Y los lugares que esas sorcières elegían para practicar este arte, no eran fruto del azar o del capricho de alguna de las participantes. En efecto, los lugares del sabbat en general estaban situados alejados de los centros poblados, sobre un monte o en lo profundo de una selva, en entornos muy variados, y que permitieran el buen desarrollo y la eficacia de los ritos. Y los actores de estas ceremonias mágicas lograban los resultados esperados, por los poderes que se les otorgaban y por la memoria que suscitaban.
Los Sabbats son 8 y están relacionados con los cambios naturales de la tierra durante el año, los solsticios y equinoccios. Poseen una representación gráfica, gracias al diario de la médium y vidente inglesa Sarah Stewart Watson, que en 1820 reveló que 8 símbolos mágicos le fueron revelados para darlos al mundo, cuando llegue el momento del cambio de pensamiento  en la humanidad. Dicho diario pasó por muchas manos durante casi un siglo, hasta que fue encontrado en un anticuario por una miembro de un coven inglés, practicante de la wicca Gardneriana, quien lo obsequió al líder del Coven Gerald Gardner. No fue hasta el siglo XX, que gracias a un libro wiccano escrito por Patricia Crowther, "La tapa del Caldero"; saldría a la luz esta información, denominando los símbolos como Runas Brujas. Tiempo después, la misma escritora añadió 5 runas más, ampliando las runas brujas a 13. Principalmente, como símbolo del poder de la luna y para que coincidiera con el número de brujas de un Coven.

#### Noche de Halloween

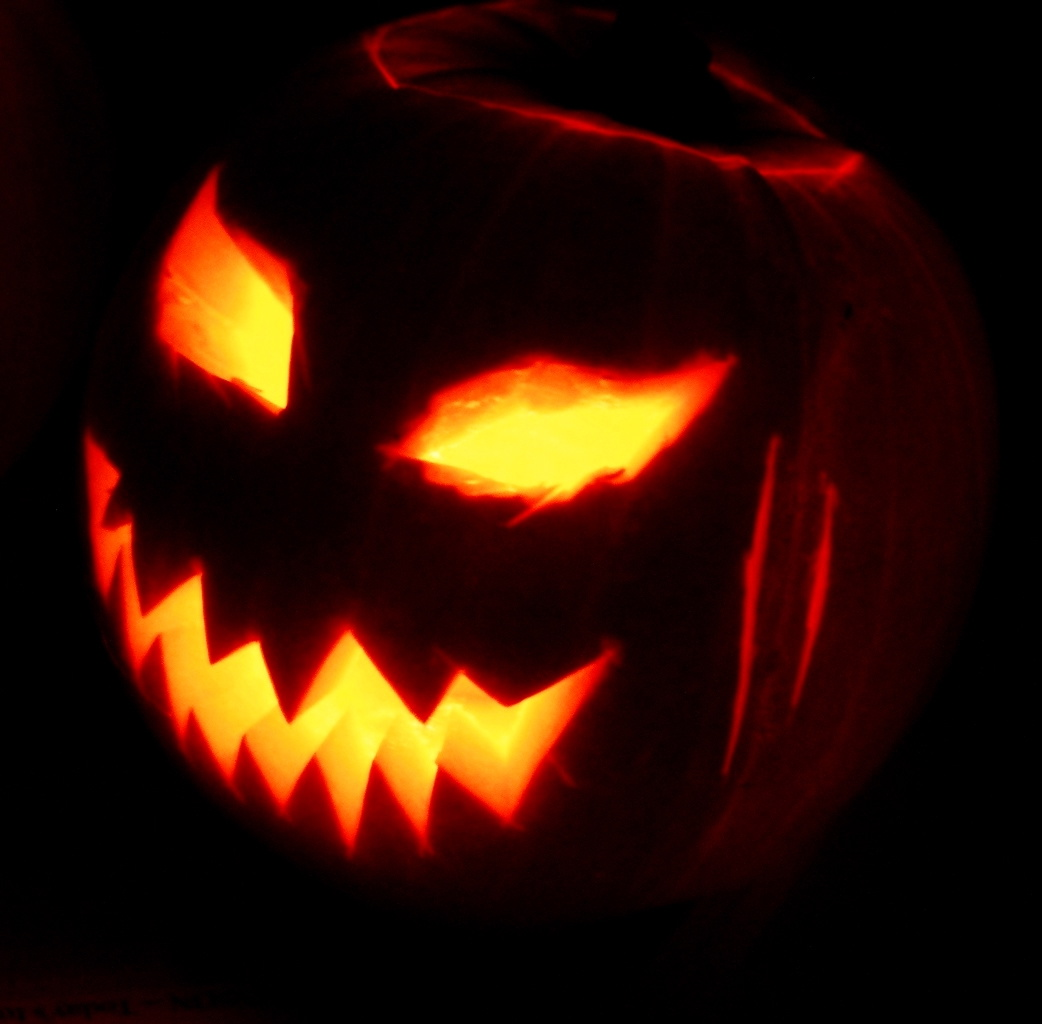
Calabaza, motivo ornamental típico de la celebración de Halloween.

La fiesta de Halloween tal como se la vivía hace ya diez siglos, se realizaba coincidiendo con el año nuevo celta, y era una fiesta pagana que respecto de nuestro calendario se celebraba el 1 de noviembre. Era una fiesta importante en los países celtas, pues era la fiesta de Samhain, dios de la Muerte.
Se creía entonces que la noche precedente al 1 de noviembre, los espíritus de los muertos aparecían y se mezclaban con los vivos, así como «con todos los espíritus de los lugares sagrados, con los enanos obreros y los enanos oscuros, los gnomos, los lutines, las hadas, y también con los demonios más negros surgidos del infierno». Era para conjurar y alejar estos sortilegios, que los antiguos tenían costumbre de hacer grandes fogatas, y junto a ellas danzar, reír, gritar, con el fin de así vencer sus propios miedos.
Se creía que en el curso de esas noches especiales, las brujas montaban a horcajadas en sus respectivas escobas, hechas de madera de retama y untadas con un ungüento compuesto de diversas y particulares plantas. En el siglo II de nuestra era, Lucio Apuleyo cuenta en la obra El asno de oro cómo una bruja llamada Pamphile se aprontaba para volar para el sabbat: «Ella abrió cierto gabinete, y de allí retiró varias cajas. Mirando entonces la etiqueta de una de ellas y retirando de allí un ungüento, se frotó con sus manos por todo el cuerpo durante un tiempo considerable, cubriéndose así con ese aceite desde la punta de los pies hasta los cabellos».

### Vuelo de brujas

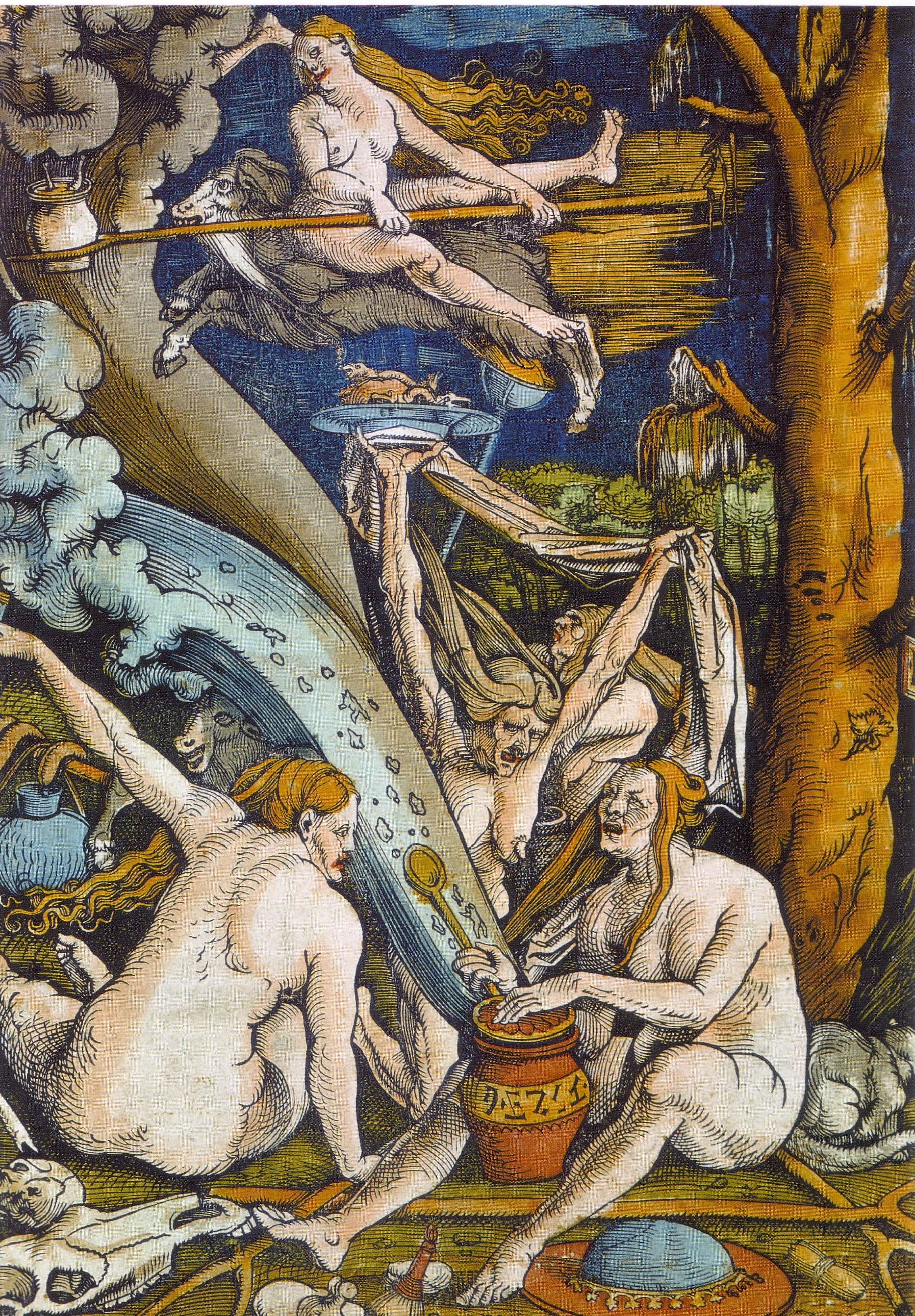
Brujas, grabado en madera de Hans Baldung (1508).

Se suponía que las brujas se reunían periódicamente para juntas entregarse a numerosas blasfemias y a otros juegos maléficos. Las nombradas debían acudir rápidamente hacia los lugares de reunión, que en general se escogían en lugares apartados; y era suposición generalizada que las brujas utilizaban el poder del diablo para desplazarse rápidamente. En resumidas cuentas, las brujas se desplazaban volando, o bien se dejaban transportar por una ráfaga de viento, o bien viajaban en el espacio y el tiempo por el solo efecto de sus poderes mágicos. En ciertos casos especiales, las brujas se servían de un ungüento mágico para poder volar. Pero la creencia más extendida, era que las brujas utilizaban una escoba para ir volando de un lado a otro. También se admitía que ellas se apoyaban en animales mágicos para desplazarse con ellos o sobre ellos, o bien que el propio diablo directamente las transportaba.
En la cultura popular, la escoba era y es un atributo de actividades femeninas, y su utilización por parte de las brujas naturalmente inducía a pensar que ellas eran mucho más numerosas que los brujos.
Por lo general se creía que las brujas volaban de noche, con frecuencia con luna llena, pues ambas, luna y bruja, estaban relacionadas entre sí. Esta idea posiblemente se remonta al culto de Diana. Los fieles a la diosa Diana, la deidad romana de la Luna, creían que ciertas mujeres podían volar las noches de plenilunio, cuando Diana estaba presente, y esa capacidad la desarrollaban utilizando una droga con base en un ungüento. Según ciertos especialistas, ese ungüento se preparaba mezclando hyoscyamus, belladonna, mandrágora, cicuta, nenúfar, y además agregando un narcótico. Las mujeres que se embadurnaban el cuerpo con este ungüento pronto entraban en trance, dando la impresión de haber sido transportadas al sabbat, y de esta historia precisamente viene la leyenda del ungüento mágico. Cuando la escoba de la bruja también era embadurnada con este producto, el mismo podía llegar a las partes íntimas de las brujas, lo que naturalmente tenía efectos especiales como alucinaciones y orgasmos.

### Bestiario y metamorfosis de la bruja
Las brujas vivían rodeadas de sus animales favoritos, los que las servían aportando ciertas y determinadas ayudas mágicas. Esos animales (el gato negro, el cuervo, el sapo, la araña, la rata, la liebre), tenían en común con su dueña el ser temidos y mal queridos, ya que en muchos aspectos eran fiel reflejo de la bruja misma. Paul Sébillot señalaba que se podía reconocer a una bruja que iba al sabbat porque siempre tenía « un pequeño sapo sobre la parte blanca del ojo o sobre la pupila, o en un pliegue de la oreja».
También, estos seres tenían el poder de metamorfosearse, lo que en muchos casos les permitía cometer más fácilmente sus fechorías sin ser reconocidas.
Con forma de liebre, las brujas tenían costumbre de reunirse en congreso, y la rapidez que esa forma les ofrecía les permitía escapar con más facilidad de posibles perseguidores. Las orejas grandes de esos animales también eran una gran ayuda para espiar de lejos sin ser percibidas; y una pata de liebre era considerada como una especie de amuleto, y prueba de que una bruja había quedado manca y, por tanto, privada de sus poderes.
El búho con frecuencia también ha sido asociado con las brujas, porque es un animal nocturno, con grandes ojos para espiar, y con capacidad de emitir gritos escalofriantes, presagio de acontecimientos funestos.
Los citados animales servían de compañía a las brujas, que generalmente vivían solas y sin familia conocida, o de ingredientes para brebajes y pociones.
Filete de serpiente de pantano

En el caldero hervir y cocinar

Ojo de salamandra, dedo del pie de rana,

Pelo de murciélago y lengua de perro

Lengua bifurcada de víbora, aguijón de reptil ciego,

Pata de lagarto, ala de búho

Para hacer un encanto poderoso y turbio

Hervir y hacer espuma como una sopa en el infierno.

### Brujas y niños
Se afirmaba que las brujas hacían comidas caníbales con niños, o utilizaban cadáveres de niños para preparar sus polvos y sus ungüentos mágicos. En algunas versiones de la leyenda se decía que esos ungüentos tenían ingredientes como sangre de niño o grasa de cadáver. Y, según se creía en aquella época, las brujas tenían la capacidad de trasmitir el arte de la magia de generación en generación. Además, las posibilidades de los niños en relación con la caza de brujas eran importantes e incluso cruciales. Y también se suponía que los entornos más importantes de las hogueras siempre estaban acompañados por extraños fenómenos en gran escala que de una u otra forma concernían a los jóvenes niños. Niños-brujos fueron señalados a lo largo y ancho de Europa, y la condena de una madre por brujería hacía recaer sospechas sobre toda su descendencia. Además, y durante los juicios, las confesiones eran más fácilmente sonsacadas a los niños que a los adultos, pues era más sencillo presionarlos y confundirlos.
En Rusia, Polonia y República Checa, según las leyendas, las brujas de noche, llamadas notchnitsa, solían deslizarse durante las noches en los cuartos de los niños de pecho para pellizcarlos, morderlos e incluso chuparles sangre, pero si en esa situación un adulto intervenía, las nombradas desaparecían como por arte de magia.

## Histeria colectiva
Lo que ocurrió en el pasado con la llamada "caza de brujas" y con las "creencias en brujas", en breves palabras bien podría ser definido como una especie de "histeria colectiva" o "esquizofrenia colectiva".
El pensador polaco-estadounidense Alfred Korzybski afirmaba: «El exceso de información mal digerida, nos lleva a pronosticar una especie de mundial esquizofrenia colectiva».

## Procesos célebres
- Juana de Arco, Francia, 1431.
- Brujas de Triora, Italia, 1587-1588.
- Brujas de North Berwick, Escocia, 1590.
- Isabel de Doberschütz, decapitada y quemada fuera de las puertas de Stettin, el 17 de diciembre de 1591.
- Maria Holl, también conocida como la bruja de Nördlingen. Fue una de las primeras mujeres en soportar ser torturada durante su juicio de 1593/1594. Fue a partir de su caso que la ciudad de Nördlingen desistió de la caza de brujas. Fue absuelta de las acusaciones. Murió en 1634, probablemente a causa de la peste.
- Brujas de Zugarramudi, España, 1608-1610.
- Brujas de Pendle y Brujas de Samlesbury, Inglaterra, 1612.
- Joaquina Molla, Murcia, 1736.
- Hester Jonas, conocida como La bruja de Neuss. Decapitada y quemada en la Nochebuena de 1635. Tenía alrededor de 64 años de edad. Los procedimientos completos de su ejecución están disponibles en Neuss.
- Dolores Suárez, Totoral, 1645.
- Brujas de Samlesbury, juzgadas en uno de los más famosos juicios de brujas de la historia inglesa. Fueron declarados no culpables, pero otras diez personas fueron halladas culpables y ahorcadas.
- Anna Roleffes, conocida como Tempel Anneke, fue una de las últimas brujas en ser ejecutada en Braunschweig. Fue ejecutada el 30 de diciembre de 1663.
- Catalina Monvoisin, cercana a la marquesa la Montespan, amante de Luis XIV. Quemada con algunos otros en la plaza de la Grève en París, en 1680.
- Juicios de Salem, Massachusetts, Estados Unidos.
- Anna Schnidenwind, una de las últimas mujeres en ser ejecutada en público por brujería en Alemania. Quemada después de haber sido estrangulada en Endingen am Kaiserstuhl, 24 de abril de 1751.
- Anna Göldin, última bruja ejecutada en Europa. Esto sucedió en Glarus, Suiza, en el verano de 1782.

## Comprensión moderna

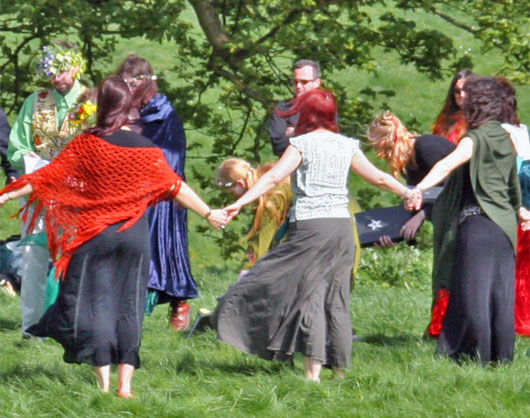
Las personas en una ceremonia en 2005. Uno de los movimientos de "brujas" modernas es la Wicca.

En el siglo XX, se ha hecho un nuevo intento en la comprensión de la brujería. Mucha gente dice que las brujas eran, de hecho, las mujeres sabias que fueron perseguidas por la Iglesia (en su mayoría por su conocimiento de hierbas para el tratamiento de ciertas enfermedades). Esto ha llevado a nuevos movimientos, algunos de los que se conoce como wicca.
Heather Marsh ha relacionado la persecución de brujas a la lucha de la Iglesia y de la industria por controlar "el poder de la vida y la muerte" en un momento en que la industria necesita más trabajadores. Ella también sostiene que la persecución de las brujas era una lucha por el poder centralizado sobre las rebeliones campesinas y la propiedad del conocimiento por la medicina y la ciencia, que prohibió la enseñanza o las prácticas llevadas a cabo anteriormente por las mujeres y las culturas indígenas. Ella escribe que la persecución de las brujas ha coloreado la misoginia desde la década de 1400.
Silvia Federici ató la caza de brujas a una historia del cuerpo de la mujer en la transición hacia el capitalismo.
La brujería y las acusaciones de brujería son todavía muy común en algunas partes de África occidental.

## Apariciones en géneros de ficción

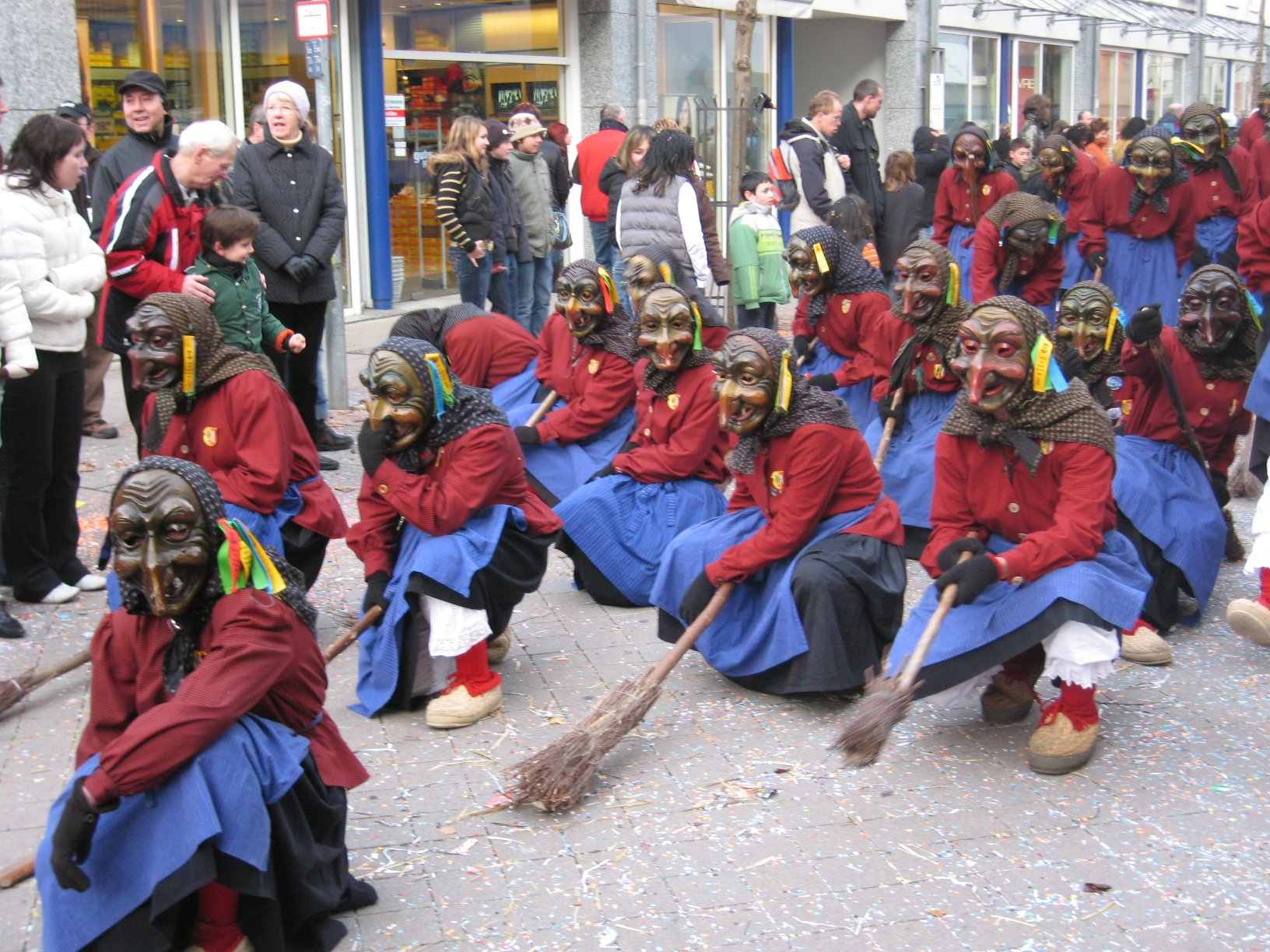
Personas disfrazadas de brujas, con máscaras y escobas, que desfilan en las calles (Friedrichshafen, Alemania, 2007).

Las imágenes de brujas son corrientes en los carnavales, así en los cuentos y en las leyendas.

## Exposiciones
- L'Adresse Musée de La Poste de París acogió en 2012 una exposición consagrada a las brujas, en la que particularmente se analizaba el vínculo entre el mito por un lado, y por otro lado la vigencia de esta figura que continúa dando que hablar en nuestros días.[65]

### Otras fuentes (radio y artes escénicas)
- Michelle Perrot, Histoire de Femmes: Hérétiques et sorcières, France Culture, 14 de marzo de 2005.
- Car ils croyaient brûler le diable en Normandie, comedia musical creada por la asociación Les Alberts (CD 1990). Palabras y música de Daniel Bourdelès. Según la novela epónima de Louis Costel (WikiManche, Louis Costel) que evoca un proceso célebre de brujería en el siglo XVII, en el departamento de La Mancha (Francia).